# Dede Oetomo
Dede Oetomo (* 1953 in Pasuruan, Ost-Java, Indonesien) ist ein Sozialwissenschaftler, AIDS-Aktivist und Indonesiens prominentester Schwulenaktivist. Er ist Gründer und Vorstand des Dachverbandes Gaya Nusantara, der das Netzwerk der Lesben, Schwulen und Transgender in Indonesien koordiniert und unter seiner Leitung ein nationales monatliches Magazin herausgibt.

## Leben und Wirken
Er erhielt 1998 den Felipa de Souza Award und ist Träger des Utopia Awards 2001.
Er ist Mitglied im internationalen Beirat der Hirschfeld-Eddy-Stiftung. Er war Stipendiat der Ford Foundation und promovierte mit Hilfe eines entsprechenden Forschungsstipendiums.
Bereits 1982 hat er mit anderen „Lambda Indonesia“, die erste Homosexuellenorganisation des Landes gegründet.
„Die so genannten traditionellen Werte haben unsere Eliten von den europäischen Gesellschaften des 19. Jahrhunderts übernommen“, sagt der indonesische Sozialwissenschaftler und AIDS-Aktivist zu den Schwierigkeiten einer sinnvollen HIV-Prävention im asiatisch-pazifischen Raum und fügt hinzu: „Sie sind besser bekannt als viktorianische Prüderie.“ Vor der Ära des Kolonialismus seien viele der asiatischen Gesellschaften sehr viel offener im Umgang mit Sexualität gewesen. Das zeige das indische Kamasutra ebenso wie melanesische Männlichkeitsrituale. „In Papua Neuguinea wurden Jugendliche durch analen oder oralen Sex mit älteren Männern zu Erwachsenen“, sagt Oetomo.
Der indonesische Sozialwissenschaftler und AIDS-Aktivist Dédé Oetomo erklärt die Ursachen des steigenden Drogenkonsums in seinem Land so: „Militär und Polizei haben seit den politischen Umwälzungen in meinem Land begonnen, sich über Drogengeschäfte zu finanzieren.“